# Florida Championship Wrestling
La Florida Championship Wrestling è stata una federazione di wrestling statunitense con sede nella città di Tampa (Florida), fondata nel 2007 da Steve Keirn e chiusa nel 2012 dopo essere confluita in NXT.

## Storia
Fondata il 26 giugno 2007 dall'ex wrestler Steve Keirn, la Florida Championship Wrestling divenne un territorio di sviluppo della World Wrestling Entertainment nell'autunno dello stesso anno.
Nell'agosto del 2012 la FCW venne chiusa e integrata ad NXT, nuovo territorio di sviluppo della WWE.

## Titoli
| Titolo                                |
| ------------------------------------- |
| FCW Florida Heavyweight Championship  |
| FCW Florida Tag Team Championship     |
| FCW Divas Championship                |
| FCW Southern Heavyweight Championship |
| FCW Queen of Florida                  |